# Ebrahim Rezaei Babadi
Ebrahim Rezaei Babadi (en persan: ابراهیم رضایی بابادی, né en 1955 à Abadan) est un homme politique iranien, et le gouverneur général de la province de Kermanshah, l'Iran depuis 2013 dans le cabinet Hassan Rouhani.
Il fut le premier gouverneur général de la province de Khorasan du Sud en 2e Cabinet Mohammad Khatami.